# GSTA3
GSTA3 (англ. Glutathione S-transferase alpha 3) – білок, який кодується однойменним геном, розташованим у людей на короткому плечі 6-ї хромосоми. Довжина поліпептидного ланцюга білка становить 222 амінокислот, а молекулярна маса — 25 302.
| 10         |  | 20         |  | 30         |  | 40         |  | 50         |
| ---------- |  | ---------- |  | ---------- |  | ---------- |  | ---------- |
| MAGKPKLHYF |  | NGRGRMEPIR |  | WLLAAAGVEF |  | EEKFIGSAED |  | LGKLRNDGSL |
| MFQQVPMVEI |  | DGMKLVQTRA |  | ILNYIASKYN |  | LYGKDIKERA |  | LIDMYTEGMA |
| DLNEMILLLP |  | LCRPEEKDAK |  | IALIKEKTKS |  | RYFPAFEKVL |  | QSHGQDYLVG |
| NKLSRADISL |  | VELLYYVEEL |  | DSSLISNFPL |  | LKALKTRISN |  | LPTVKKFLQP |
| GSPRKPPADA |  | KALEEARKIF |  | RF         |  |            |  |            |

A: Аланін

C: Цистеїн

D: Аспарагінова кислота

E: Глутамінова кислота

F: Фенілаланін

G: Гліцин

H: Гістидин

I: Ізолейцин

K: Лізин

L: Лейцин

M: Метіонін

N: Аспарагін

P: Пролін

Q: Глутамін

R: Аргінін

S: Серин

T: Треонін

V: Валін

W: Триптофан

Кодований геном білок за функцією належить до трансфераз. 
Задіяний у такому біологічному процесі, як ацетилювання. 
Локалізований у цитоплазмі.